# Kambodża na Letnich Igrzyskach Olimpijskich 2004
Kambodżę na Letnich Igrzyskach Olimpijskich 2004 reprezentowało 4 sportowców.

## Skład kadry

### Lekkoatletyka
Kobiety:
- Tit Linda Sou - bieg na 100 m - Runda 1: 13.47 s

Mężczyźni:
- Sopheak Phouk - bieg na 100 m - Runda 1: 11.56 s

### Pływanie
Kobiety:
- Sivan Ket
  - 50 m st. dowolnym - kwalifikacje: 34.62 s

Mężczyźni:
- Kiri Hem
  - 50 m st. dowolnym - kwalifikacje: 27.49 s